# Makoto Watanabe
Makoto Watanabe (渡辺 誠 Watanabe Makoto?), född 25 september 1980 i Shizuoka prefektur, är en japansk före detta fotbollsspelare.
Watanabe började sin karriär 2003 i Ventforet Kofu. 2005 flyttade han till ALO's Hokuriku (Kataller Toyama). Han spelade 159 ligamatcher för klubben. Han avslutade karriären 2010.